# Veldenzer Löwe

Veldenzer Löwe

Der Veldenzer Löwe ist ein modifiziertes Wappentier in der Heraldik.
Als gemeine Figur hat der Wappenlöwe im Wappen ein feststehendes Aussehen.
Die Beschreibung ist: in Silber ein blauer steigender (heraldisch rechtssehender) rotgezungter Löwe, rotbewehrt (und goldbekrönt).
Als Vertreter der Grafschaft Veldenz hat sich dieser Löwe in vielen Wappen der Region seinen Platz gesucht. Für die Pfalz ist dieser und der Pfälzer Löwe dominierend.

## Geschichte
Im Jahre 1444 fiel nach dem Tod Friedrichs III. von Veldenz die Grafschaft Veldenz an die Pfalzgrafen von Pfalz-Zweibrücken. Diese übernahmen mit der Grafschaft Veldenz den Titel eines Grafen von Veldenz und führten um 1720 im Mittelschild des Pfalz-Zweibrücker Wappens den Veldenzer Löwen in gekrönter Ausführung im weißen Feld.
1799 kam Kurpfalz-Bayern an den pfalz-zweibrückischen Kronprinzen Maximilian. Der gekrönte Veldenzer Löwe wurde 1835 von dessen Sohn König Ludwig I. in das vierte Feld des Staatswappens des Königreichs Bayern übernommen. Der Löwe verblieb in diesem Wappen bis zum Ende des Ersten Weltkrieges und der Abdankung von König Ludwig III. im Zuge der Novemberrevolution.
Die Pfalzgrafen der Veldenzer Nebenlinie führten in einem Perlenkreis das Wappen von Pfalz und Bayern in gespaltenem Schilde, Rupert (1514–1544) zeigte darüber den Buchstaben R, Georg Johann (1544–1592) den Buchstaben G. Im Schild für Pfalz und Bayern war im Herzschild das Wappen mit dem Veldenzer Löwen, darüber die Buchstaben G H P verschlungen für Georg, Herzog und Pfalzgraf.
Wappen von Gebietskörperschaften aus der ehemaligen Grafschaft Veldenz zeigen häufig den Veldenzer Löwen. Im Wappen der Ortsgemeinde Veldenz finden sich neben dem blauen Löwen die wittelsbacher Rauten.

## Galerie

Grafschaft Veldenz
Veldenz
Pfalz-Veldenz
Pfalz-Zweibrücken
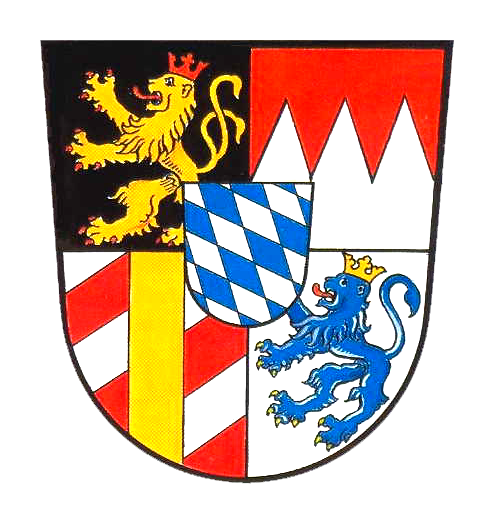
Königreich Bayern
Landkreis Birkenfeld
Landkreis Kusel
Altenglan
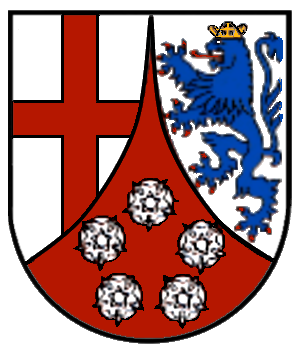
Baltersweiler
Verbandsgemeinde Baumholder
Berglangenbach
Berschweiler bei Baumholder
Brauneberg
Breitenheim
Burgen
Callbach
Eckersweiler
Fohren-Linden
Hahnweiler
Lauterecken
Leitzweiler
Meisenheim
Mettweiler
Mülheim (Mosel)
Rohrbach (bei Baumholder)
Rückweiler
Ruschberg
Thallichtenberg
Ulmet
Welchweiler